# G
 Ovo je glavno značenje pojma G. Za registracijsku oznaku Gabona pogledajte G (registracijska oznaka).
G je 11. slovo hrvatske abecede. Označava zvučni velarni plozivni suglasnik. Također je:
- u glazbi oznaka za ton g
- u fizici oznaka za gravitacijsku konstantu (G) i ubrzanje Zemljine sile teže (g)
- u računarstvu oznaka za prefiks giga (G, 230 = 1.073,741.824)
- u SI sustavu oznaka za gram (g, 1/1000 kilograma) i prefiks giga (G, 109)
- međunarodna automobilska oznaka za Gabon

## Povijest
Razvoj slova „G” moguće je pratiti tijekom povijesti:
| Proto-semitsko C | Feničko gimel | Grčko gama | Etruščansko C | Rimsko C | Rimsko G |
| Proto-semitsko C | Feničko gimel | Grčko gama | Etruščansko C | Rimsko C | Rimsko G |